# Anti
Anti (стилізовано як ANTI) — восьмий студійний альбом барбадоської співачки Ріанни, випущений 28 січня 2016 року звукозаписувальними компаніями Roc Nation і Westbury Road. Реліз пластинки багатократно відкладався протягом 2015 року і супроводжувався багатьма спекуляціями в ЗМІ відносно його запису і промокампанії. Напередодні виходу альбому було выпущено три сингли: «FourFiveSeconds», «Bitch Better Have My Money» і «American Oxygen», які в фінальний трек-лист Anti не ввійшли.
Anti розділив музичних критиків і прихильників співачки на протилежні табори. Частина журналістів і слухачів позитивно прийняли пластинку, відмічаючи високу якість композицій, вокальне виконання Ріанни і звучання. Інші оглядачі визнали Anti незавершеним і посереднім, осудивши співачку за відсутність єдиної тематики і «комерційних хітів».
Прем'єра Anti відбулась на сервісі потокового відтворення Tidal. Слухачі могли повністю прослухати і завантажити альбом повністю безкоштовно. Завдяки даній акції Anti був скачаний з сайту мільйонним тиражем за перші 14 годин з моменту випуску, а сама пластинка була прослухана більше 13 млн разів за добу, що стало своєрідним рекордом.
Через високий рівень потокових прослуховувань альбом отримав платиновий сертифікат від RIAA на другий день з моменту релізу, незважаючи на те, що фізичні продажі альбому були значно нижчими. Подібна ситуація стала безпрецедентним результатом в історії американських продажів. Незважаючи на це, Anti займав перше місце в щотижневому альбомному чарті Billboard 200 з фізичними продажами 124 тис. копій. Світові продажі альбому на червень 2016 подолали поріг 3 млн копій (зі стрімінгом і безкоштовною роздачею).
Першим синглом з альбому стала композиція «Work», записана спільно з канадським репером Дрейком, яка внаслідок стала чотирнадцятим хітом співачки, що очолив американський хіт-парад Billboard Hot 100.

## Історія створення
В листопаді 2012 року Ріанна випустила сьомий студійний альбом «Unapologetic». Пластинка була записом в жанрах поп-музики і сучасного ритм-енд-блюзу з елементами електронної музики і дабстепу. Альбом був сприйнятий неоднозначними відгуками музичних критиків і став першим релізом Ріанни, який очолив американський чарт Billboard 200.

## Оформлення і назва
7 жовтня 2015 року Ріанна провела приватний захід в артгалереї МОМА, в Лос-Анджелесі, куди були запрошені прихильники і представники преси. В рамках заходу співачка анонсувала офіційну назву альбому і представила його оформлення.

## Сингли
- 27 січня 2016 року відбулась прем'єра лід-синглу «Work». В запису пісні взяв участь канадський репер Дрейк. Пісня очолювала головний чарт Billboard Hot 100 протягом 9 тижнів підряд.

- 29 березня 2016 року Ріанна оголосила, що випускає відразу два сингли на підтримку альбому: Kiss It Better і Needed Me. Друга пісня користувалась досить великим попитом в чартах: навіть без статусу синглу вона дебютувала на 64 лінійці в головному чарті Billboard Hot 100. Як сингл Kiss It Better дебютувала на 2 місці в чарті Billboard Under Hot 100. Обидва треки були відправлені на радіо 30 березня. Кліп на пісню Kiss It Better вийшов 31 березня, а на Needed Me — 20 квітня.

## Реліз і просування
В листопаді 2014 року Ріанна повідомила в інтерв'ю для Entertainment Tonight, що її новий альбом вийде «дуже скоро». 29 березня 2015 року Ріанна вперше виступила з синглом «Bitch Better Have My Money» на «iHeartRadio Music Awards».
На початку жовтня 2015 року було анонсовано, що Ріанна стане хедлайнером на модному показі бренду Victoria's Secret. Однак 3 листопада видання People повідомило, що співачка скасувала свій виступ, відіславшись на те, що їй необхідно завершити запис альбому.
Осінню 2015 року було анонсовано, що Anti стане першим релізом Ріанни за новим контрактом з лейблом Roc Nation, яким керує Джей Зі.
Перед релізом була запущена промокампанія AntiDiary. Це вебпроект, який складався з восьми інтерактивних кімнат, відеозаписів і фотографій. Також були організовані спеціальні проекти, заходи, присвячені виходу альбому, деякі з кімнат були перенесені в реальне життя, під ними розуміють різні квести.

## Список композицій
| #     | Назва                          | Автор | Продюсер(и)                                  | Тривалість |
| ----- | ------------------------------ | --- | -------------------------------------------- | ---------- |
| 1.    | «Consideration» (з участю SZA) | Солана Роу Tyran Donaldson Робін Фенті                                                                                      | Scum Kuk Harrell                             | 2:41       |
| 2.    | «James Joint»                  | Robert Shea Taylor James Fauntleroy Фенті                                                                                   | Taylor Harrell                               | 1:12       |
| 3.    | «Kiss It Better»               | Jeff Bhasker John Glass Teddy Sinclair Фенті                                                                                | Bhasker Glass John Harrell                   | 4:13       |
| 4.    | «Work» (з участю Дрейк)        | Jahron Braithwaite Matthew Samuels Allen Ritter Rupert Thomas Обрі Грехем Фенті Monte Moir                                  | Boi-1da Harrell Noah "40" Shebib             | 3:39       |
| 5.    | «Desperado»                    | Krystin "Rook Monroe" Watkins Mick Schultz Фенті Fauntleroy Derrus Rachel                                                   | Schultz Harrell                              | 3:06       |
| 6.    | «Woo»                          | Chauncey Hollis Jacques Webster Jeremih Felton Abel Tesfaye Фенті Terius Nash Rachel Jean Baptist                           | Hit-Boy Travis Scott Harrell                 | 3:55       |
| 7.    | «Needed Me»                    | Dijon McFarlane Фенті Nick Audino Lewis Hughes Khaled Rohaim Te Warbrick Adam Feeney Brittany Hazard Charles Hinshaw Rachel | DJ Mustard Twice as Nice Frank Dukes Harrell | 3:11       |
| 8.    | «Yeah, I Said It»              | Tim Mosley Bibi Bourelly Evon Barnes Daniel Jones Chris Godbey Jean-Paul Bourelly Фенті                                     | Timbaland Fade Majah Jones Harrell           | 2:13       |
| 9.    | «Same Ol' Mistakes»            | Кевін Паркер | Паркер Harrell                               | 6:37       |
| 10.   | «Never Ending»                 | Chad Sabo Фенті Paul Herman Дайдо Армстронг                                                                                 | Sabo Harrell                                 | 3:22       |
| 11.   | «Love on the Brain»            | Fred Ball Joseph Angel Фенті                                                                                                | Ball Harrell                                 | 3:44       |
| 12.   | «Higher»                       | Ernest Wilson B. Bourelly Фенті Fauntleroy Jerry Butler Kenny Gamble Leon Huff                                              | No I.D Harrell                               | 2:00       |
| 13.   | «Close to You»                 | Brian Seals Fauntleroy Фенті                                                                                                | Brian Kennedy Harrell                        | 3:43       |
| 43:36 |                                | |                                              |            |

| Бонус-треки версії Deluxe | Бонус-треки версії Deluxe | Бонус-треки версії Deluxe                                          | Бонус-треки версії Deluxe    | Бонус-треки версії Deluxe |
| #                         | Назва                     | Автор                                                              | Продюсер(и)                  | Тривалість                |
| ------------------------- | ------------------------- | ------------------------------------------------------------------ | ---------------------------- | ------------------------- |
| 14.                       | «Goodnight Gotham»        | Paul Epworth Florence Welch Фенті C. Boggs                         | Mitus Harrell                | 1:29                      |
| 15.                       | «Pose»                    | Hollis B. Bourelly Фенті Webster                                   | Hit-Boy Scott Harrell        | 2:24                      |
| 16.                       | «Sex with Me»             | Braithwaite Samuels Feeney Anderson Hernandez Chester Hansen Фенті | Boi-1da Dukes Vinylz Harrell | 3:27                      |
| 50:56                     |                           |                                                                    |                              |                           |

## Чарти

### Тижневі чарти
| Чарт (2016)                                          | Найвища позиція |
| ---------------------------------------------------- | --------------- |
| Argentine Monthly Albums (CAPIF)                     | 5               |
| Австралія Australian Albums (ARIA)                   | 5               |
| Австрія Austrian Albums (Ö3 Austria)                 | 7               |
| Бельгія Belgian Albums (Ultratop Flanders)           | 8               |
| Бельгія Belgian Albums (Ultratop Wallonia)           | 8               |
| Brazilian Albums (ABPD)                              | 8               |
| Канада Canadian Albums (Billboard)                   | 1               |
| Чехія Czech Albums (ČNS IFPI)                        | 5               |
| Данія Danish Albums (Hitlisten)                      | 3               |
| Нідерланди Dutch Albums (MegaCharts)                 | 3               |
| Фінляндія Finnish Albums (Suomen virallinen lista)   | 5               |
| Франція French Albums (SNEP)                         | 6               |
| Німеччина German Albums (Media Control)              | 3               |
| Greek Albums (IFPI)                                  | 4               |
| Угорщина Hungarian Albums (MAHASZ)                   | 16              |
| Ірландія Irish Albums (IRMA)                         | 2               |
| Італія Italian Albums (FIMI)                         | 10              |
| Японія Japanese Albums (Oricon)                      | 10              |
| Південна Корея Korean International Albums (GAON)    | 2               |
| Mexican Albums (AMPROFON)                            | 16              |
| Нова Зеландія New Zealand Albums (Recorded Music NZ) | 5               |
| Норвегія Norwegian Albums (VG-lista)                 | 1               |
| Польща Polish Albums (ZPAV)                          | 6               |
| Португалія Portuguese Albums (AFP)                   | 11              |
| Шотландія Scottish Albums (OCC)                      | 7               |
| South African Albums (RISA)                          | 8               |
| Іспанія Spanish Albums (PROMUSICAE)                  | 4               |
| Швеція Swedish Albums (Sverigetopplistan)            | 2               |
| Швейцарія Swiss Albums (Schweizer Hitparade)         | 2               |
| Taiwanese Albums (Five Music)                        | 1               |
| Велика Британія UK Albums (OCC)                      | 7               |
| Велика Британія UK Digital Albums (OCC)              | 1               |
| Велика Британія UK R&B Albums (OCC)                  | 1               |
| США Billboard 200                                    | 1               |
| США Top R&B/Hip-Hop Albums (Billboard)               | 1               |

### Чарти в кінці року
| Чарт (2016)                        | Позиція |
| ---------------------------------- | ------- |
| Australian Albums (ARIA)           | 64      |
| Belgian Albums (Ultratop Flanders) | 71      |
| Belgian Albums (Ultratop Wallonia) | 82      |
| Canadian Albums (Billboard)        | 6       |
| Danish Albums (Hitlisten)          | 6       |
| Dutch Albums (MegaCharts)          | 17      |
| French Albums Chart                | 41      |
| German Albums (Offizielle Top 100) | 75      |
| New Zealand Albums (RMNZ)          | 17      |
| Polish Albums (ZPAV)               | 87      |
| Swiss Albums (Schweizer Hitparade) | 35      |
| UK Albums (OCC)                    | 32      |
| US Billboard 200                   | 5       |
| US Digital Albums (Billboard)      | 12      |
| US R&B Albums (Billboard)          | 2       |
| US R&B/Hip-Hop Albums (Billboard)  | 3       |